# 释放因子
释放因子（英語：release factor）是指透過在信使RNA排序中辨認終止密碼子結束轉譯過程的蛋白質。
在信使RNA的轉譯時，大部分的密碼子都會被經過氨酰化處理，並因應各自對應的反密碼子附著於特定氨基酸的tRNA（氨酰tRNA）辨認。
在标准的遗传密码表中，有三种mRNA的终止密码子：UAG（“琥珀”）、UAA（“赭石”）、UGA（“蛋白石”）。
雖然終止密碼子與普通密碼子都同樣由三個核苷酸組成，但是它們並不會被tRNA解碼。马里奥·卡佩奇在1967年發現tRNA並不會如常與終止密碼子綁定，並發現與終止密碼子綁定的「釋放因子」不是tRNA，而是蛋白質。但是，在体外实验中，当反应体系中含有有机溶剂，tRNA与CCA（三核苷酸）也被证明可以催化氨酰tRNA酯键的断裂。值得一提的是，30%的丙酮引起水解但是20%的乙醇引起酯交换反应。後來，有發現指出不同的釋放因子會各自辨認不同的終止密碼子。
原核生物的轉譯終止會牽涉RF1、RF2、RF3三種釋放因子。
- RF1 识别终止密码子 UAA 和 UAG；
- RF2 识别终止密码子 UAA 和 UGA；
- RF3 是一种GTP结合蛋白，在肽链释放后将RF1/RF2与肽链解离。

相对的，真核生物的轉譯终止只涉及eRF1 和 eRF3两种释放因子。
- eRF1 识别所有三种终止密码子；
- eRF3 帮助 eRF1 释放肽链。